# 列德基诺
列德基诺（羅馬化：Redkino）是俄罗斯特维尔州的市级镇，为该州科纳科沃区第二大聚居地，同时也是该区最大的市级镇。地处特维尔州东南方，东北距伏尔加河约6公里，靠近特维尔州与莫斯科州的州界。位于区行政中心科纳科沃西偏南、州府特维尔东南方。
镇内设有同名铁路车站，位于莫斯科－圣彼得堡线上。
16世纪首见于文献。1939年设市级镇。该地2022年人口有10,355人；2010年人口11,703；2002年人口11,887；1989年人口13,448。